# 唐一林
唐一林（1954年—），山东章丘人，汉族，中华人民共和国政治人物、第十二届全国人民代表大会山东地区代表。
毕业于中央党校经济管理专业。加入中国民主建国会。2013年，担任全国人大代表。